# Pritchard, British Columbia
Pritchard är en ort i Kanada.   Den ligger i provinsen British Columbia, i den södra delen av landet, 3 300 km väster om huvudstaden Ottawa. Pritchard ligger 364 meter över havet och antalet invånare är 2 061.
Terrängen runt Pritchard är kuperad åt sydväst, men åt nordost är den bergig. Pritchard ligger nere i en dal. Trakten runt Pritchard är nära nog obefolkad, med mindre än två invånare per kvadratkilometer.. Närmaste större samhälle är Chase, 17,5 km nordost om Pritchard. 
I omgivningarna runt Pritchard växer i huvudsak barrskog.